# Радослав Златан Дорић
Радослав Златан Дорић (Бачко Градиште, 29. фебруар 1940 — Београд, 3. мај 2010) био је српски драмски писац и позоришни редитељ.

## Биографија
Гимназију је завршио у Бечеју 1957. Дипломирао је на Академији за позориште, филм, радио и телевизију у Београду 1963, у класи Хуга Клајна.
Дипломску представу Резервиста режирао је у НП у Нишу, 1963, у којем је добио први ангажман (1963-1965) и остварио запажене режије Дунда Мароја М. Држића и Хамлета В. Шекспира у корежији са др Хугом Клајном.
Он од 1965. до 1967. ради у Народном позоришту у Мостару.
Од 1967. до 1970. је био редитељ, драматург и уметнички руководилац Малог позоришта у Сарајеву (касније Камерни театар 55). У Сарајеву је радиo и на телевизији, радију и филму.
У Београд прелази 1971, у Савремено позориште, где је обављао функцију директора Сцене на Теразијама. После раздвајања Савременог позоришта (на Београдско драмско и Позориште на Теразијама), остао је на Теразијама као стални редитељ. Током рада у Београду, режирао у већини градских позоришта.
Континуирано ради у Новосадском позоришту (Ujvidéki Szinház) од оснивања позоришта.
Режирао је неколико представа у Српском народном позоришту, где режира од 1970. године
У издању београдске Просвете, објавио је Војвођанску драмску трилогију 1997. године, а у издању Интерпринта Нову драмску трилогију 2002.
Добитник је награде „Лаза Костић” и троструки је добитник награде „Бранислав Нушић“.
Био је Члан је Удружења драмских писаца Србије.
Преминуо је у Београду након дуге и тешке болести.

## Одабрана делa
- Кад би Сомбор био Холивуд
- Горко путовање у ништа
- Јелена Анжујска
- Српска Атина[1]

## Одабране режије
- Танго[1]
- Капетан Џон Пиплфокс[1]
- Јеловник[1]
- Осипате се полако[1]
- Ваша висости
- Ноћ убица[1]
- Пљачка[1]
- Сарајевски атентат[1]
- Три мускетара[1]
- Земља[1]
- Нови Сад ил’ никад[1]
- Трамвај звани жеља, Југословенско драмско позориште[1]
- Зврчак, Југословенско драмско позориште[1]
- Бећарац, Београдско драмско позориште[1]
- Play Strindberg, Атеље 212[1]
- Дри Протекције, Позориште на Теразијама[1]
- Столица која се љуља[1]
- Гимнастика за два цванцика[1]
- Патње господина Мокинпота[1]
- На другој страни[1]